# Paulo Martins (chef)
Paulo de Araújo Leal Martins (Belém, 9 de maio de 1946 — Belém, 9 de setembro de 2010) foi um cozinheiro e arquiteto brasileiro, considerado um dos responsáveis, junto com os chefs franceses Claude Troisgros e Laurent Saudeau, e o brasileiro Alex Atala, pelo movimento de valorização da cozinha brasileira, por meio do uso dos ingredientes nacionais aliado às técnicas já difundidas no mundo.

Paulo esteve ao longo de 37 anos à frente do Restaurante Lá em Casa. Sem nunca ter feito nenhum curso específico de culinária, Paulo já trocou experiências com mestres de renome internacional, como o catalão Ferran Adrià, do El Bulli, considerado o melhor restaurante do mundo de 2007 a 2008 pela crítica especializada.
O empenho do chef em divulgar as receitas típicas contribuiu para que ingredientes característicos da culinária paraense, como o tucupi, jambu e pimenta de cheiro, ficassem conhecidos em todo o Brasil e integrassem o cardápio de restaurantes de alta gastronomia, como o D.O.M., de Alex Atala, Maní, de Helena Rizzo, Tordesilhas de Mara Salles (todos de São Paulo) e os restaurantes Roberta Sudbrack e Oro, de Felipe Bronze, no Rio de Janeiro.[carece de fontes?]

## Livros
- Culinária Paraense, Paulo Martins, Coleção Sabores do Brasil - Volume 1, Imageria Filmes e Livros, ISBN 9788599442012
- Culinária Marajoara, Paulo Martins, Coleção Sabores do Brasil - Volume 2, Imageria Filmes e Livros, ISBN 9788563525000